# Peter Adeberg
Peter Adeberg (ur. 23 maja 1968 w Merseburgu) – niemiecki łyżwiarz szybki, reprezentant NRD.

## Kariera
Największe sukcesy w karierze Peter Adeberg osiągał w sezonach 1990/1991 i 1992/1993, kiedy zajmował drugie miejsce w klasyfikacji końcowej Pucharu Świata na 1500 m. W pierwszym przypadku wyprzedził go jedynie Norweg Johann Olav Koss, a w drugim lepszy był Rintje Ritsma z Holandii. Ponadto w sezonach 1991/1992 i 1988/1989 był trzeci w tej klasyfikacji. Wielokrotnie stawał na podium zawodów Pucharu Świata, odnosząc przy tym dziewięć zwycięstw. Nigdy nie zdobył medalu mistrzostw świata, jego najlepszym wynikiem było piąte miejsce w biegu na 1500 m podczas dystansowych mistrzostw świata w Hamar w 1996 roku. Piąte miejsce zajął również w biegu na 1000 m podczas igrzysk olimpijskich w Albertville w 1992 roku. Startował ponadto na igrzyskach w Calgary w 1988 roku, igrzyskach w Lillehammer w 1994 roku oraz rozgrywanych cztery lata później igrzyskach olimpijskich w Nagano, ale nie poprawił tego wyniku.
Jego siostra, Ulrike Adeberg, oraz szwagier Michael Spielmann również uprawiali łyżwiarstwo szybkie.